# Humpis-Quartier
Das Museum Humpis-Quartier ist das kulturhistorische und stadtgeschichtliche Museum der Stadt Ravensburg. Es befindet sich im Humpis-Quartier, einem der besterhaltenen spätmittelalterlichen Wohnquartiere in Süddeutschland.

## Geschichte
Das Humpis-Quartier ist ein spätmittelalterliches Wohnquartier in der Oberstadt in Ravensburg, zwischen Marktstraße, Humpisstraße und Rossbachstraße. Es besteht aus insgesamt sieben Gebäuden, die um einen Innenhof gruppiert sind.
Im Jahre 2003 wurden bei archäologischen Ausgrabungen im Innenhof des Areals Reste eines Gebäudes aus der Zeit um 1050 gefunden, welche aus einer kleinen Siedlung stammten. Die Ursprünge, der sich in den Gebäuden Marktstraße 45 und Humpisstraße 1 befindenden mehrgeschossigen hochmittelalterlichen Turmhäuser reichen bis ins 12. und 13. Jahrhundert zurück. Im 15. Jahrhundert folgten grundlegende Umbaumaßnahmen. Noch heute sind zahlreiche gotische Räume aus dieser Zeit erhalten. Mit seiner Fassade bildet das Gebäude Marktstraße 45 das Herzstück des Quartiers, das seine Gebäudegestaltung und Namensgebung der einflussreichen Patrizierfamilie Humpis verdankt. Diese bewohnten bis zum Beginn des 16. Jahrhunderts das Haus Marktstraße 45 sowie zwei dahinterliegende Gebäude. Neben der Familie Humpis waren vom 15. bis zum 17. Jahrhundert auch die mit den Humpis verschwägerten Herren von Neidegg und anschließend die Familie Reichlin von Meldegg sowie die Herren von Burgau Bewohner des Quartiers.
Im 18. Jahrhundert wurden die ehemals patrizisch bewohnten Gebäude von Handwerkern übernommen und als Werkstätten genutzt. So befinden sich eine Gerberei und eine Hutmacherwerkstatt auf dem Areal. Zusätzlich wurde eine Schankwirtschaft eingerichtet. Dabei diente der Mitte des 19. Jahrhunderts als extravaganter Speisesaal gestaltete, sogenannte „Grüne Saal“ im 1. Stock des Gebäudes Marktstraße 47 mehreren Ravensburger Vereinen als Tagungslokal. Unter der Bezeichnung „Humpishaus“ fand das Gebäude Marktstraße 45, dessen Fassade noch heute mit dem Wappen der Familie Humpis geschmückt ist, bereits in einem der ersten Stadtführer Ravensburgs aus dem Jahr 1866 Beachtung. Trotz dieser zahlreichen Erweiterungen blieb die mittelalterliche Bausubstanz größtenteils erhalten und ist daher heute im Museum zu besichtigen.
In den 1980er Jahren entstand zum ersten Mal die Idee, im Humpis-Quartier ein Museum für städtische Geschichte und Kultur einzurichten. Zur Förderung dieses Ziels gründete sich 1991 die Museumsgesellschaft Ravensburg e. V. Nachdem der letzte Humpis-Wirt, Heiner König, sein Lokal 1992 schloss und sich auch die anderen Häuser leerten, wurde eine Übernahme des Quartiers durch die Stadt möglich. Für die Zustimmung des Gemeinderats waren zunächst mehrjährige denkmalpflegerische und bautechnische Untersuchungen notwendig. Nach weiteren Planungen folgte der Beschluss für die Realisierung des Museums Humpis-Quartier im Januar 2005. Nach einer erforderlichen und umfassenden denkmalgerechten Sanierung und Restaurierung wurde das Museum im Juli 2009 mit einem großen zweitägigen Mittelalterfest eröffnet. Eine zweite Ausbauphase folgte und eine Erweiterung der Dauerausstellung sowie die sogenannten Kabinette wurden zwei Jahre später für die Öffentlichkeit zugänglich.
Die Leitung des Museums hatte ab der Eröffnung bis Ende 2018 der Historiker und Stadtarchivar Andreas Schmauder inne. Seit Juli 2019 wird das Museum von Sabine Mücke geleitet. Rund 459.000 Besucher haben seit der Eröffnung das Museum besichtigt (Stand: 31. Dezember 2019).

## Museum Humpis-Quartier

### DauerausstellungLebenswelten

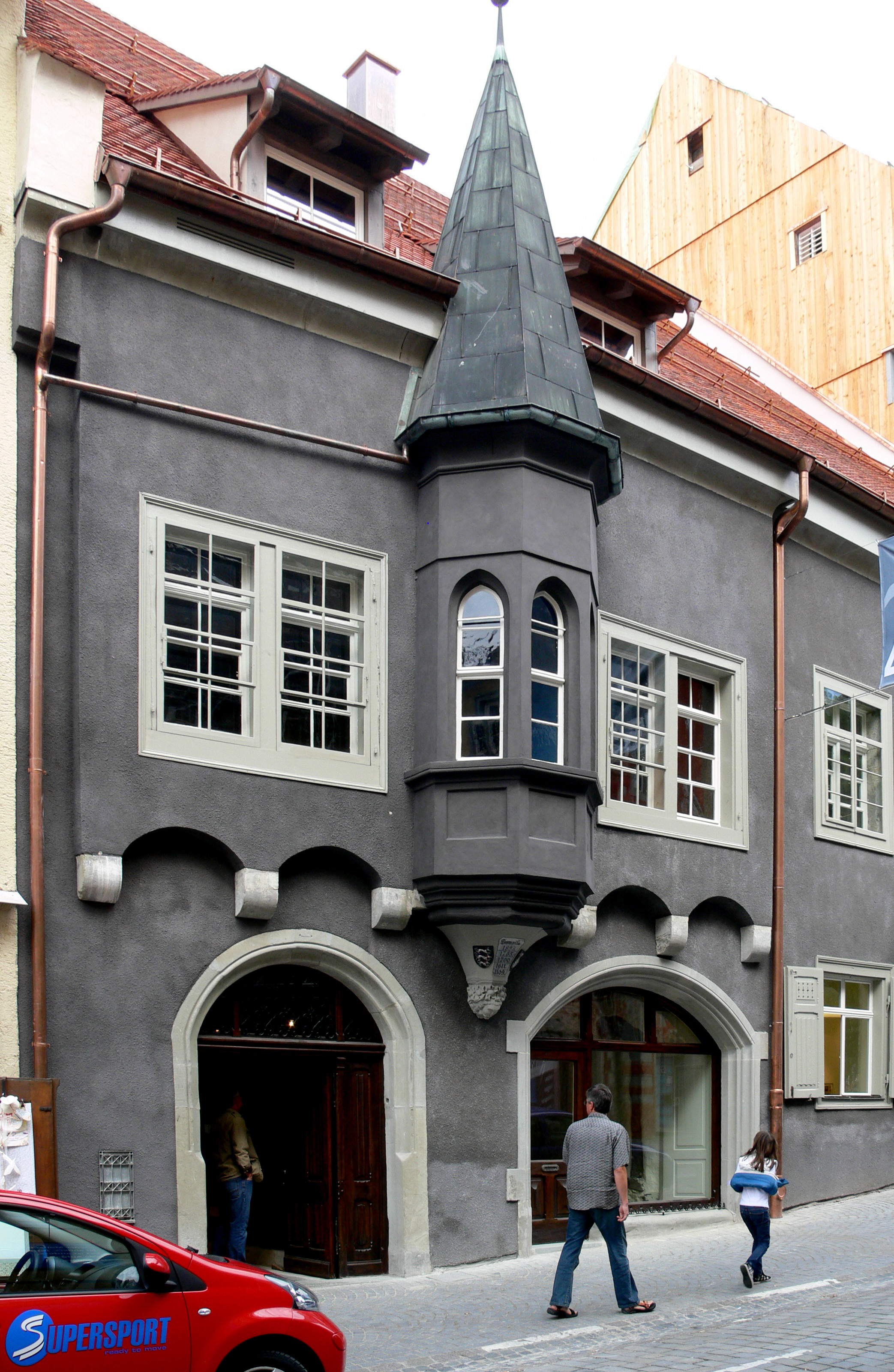
Haus Marktstraße 45

In den rund 60 Räumen des Museums wird die städtische Kulturgeschichte Ravensburgs bis zurück ins 11. Jahrhundert präsentiert. Die Dauerausstellung Ravensburger Lebenswelten setzt sich aus vier Abteilungen zusammen, die jeweils die Geschichte eines Bewohners des Quartiers als Ankerpunkt haben.
Ein Lederhandwerker steht für das welfische Ravensburg um 1100, in welchem die Anfänge der Stadt Ravensburg gelegt werden. Die Welfen schafften mit dem Bau der Ravensburg auf dem Veitsberg die Grundlagen für die Entstehung einer Stadt.
Die patrizische Lebenswelt um 1479 wird durch den Kaufmann und Bürgermeister Hans Humpis repräsentiert. Der Fernhändler war ab 1496 Regierer der Großen Ravensburger Handelsgesellschaft und pflegte einen aufwendigen und adelsähnlichen Lebensstil. Im Museum lässt sich die repräsentative Wohnetage der Familie besichtigen.
Der evangelische Gerber Johannes Wucherer zeigt das paritätische Ravensburg um 1789, das durch das Nebeneinander von Protestanten und Katholiken geprägt war, was sich durch alle Lebensbereiche zieht. Ravensburg war zu diesem Zeitpunkt eine der noch wenigen paritätischen Reichsstädte im Heiligen Römischen Reich.
Die Epoche der Industrialisierung um das Jahr 1842 wird durch den Gastwirt Gottfried Rösch symbolisiert, der in seiner Gaststätte die Honoratioren der Stadt begrüßt. Die Industrialisierung bedeutete einen wirtschaftlichen Aufschwung für Ravensburg. Umfangreiche Stadterweiterungen veränderten nachhaltig das Stadtbild und Vereinsgründungen prägten das Jahrhundert.

### Geschichtslabor (bis 2022)

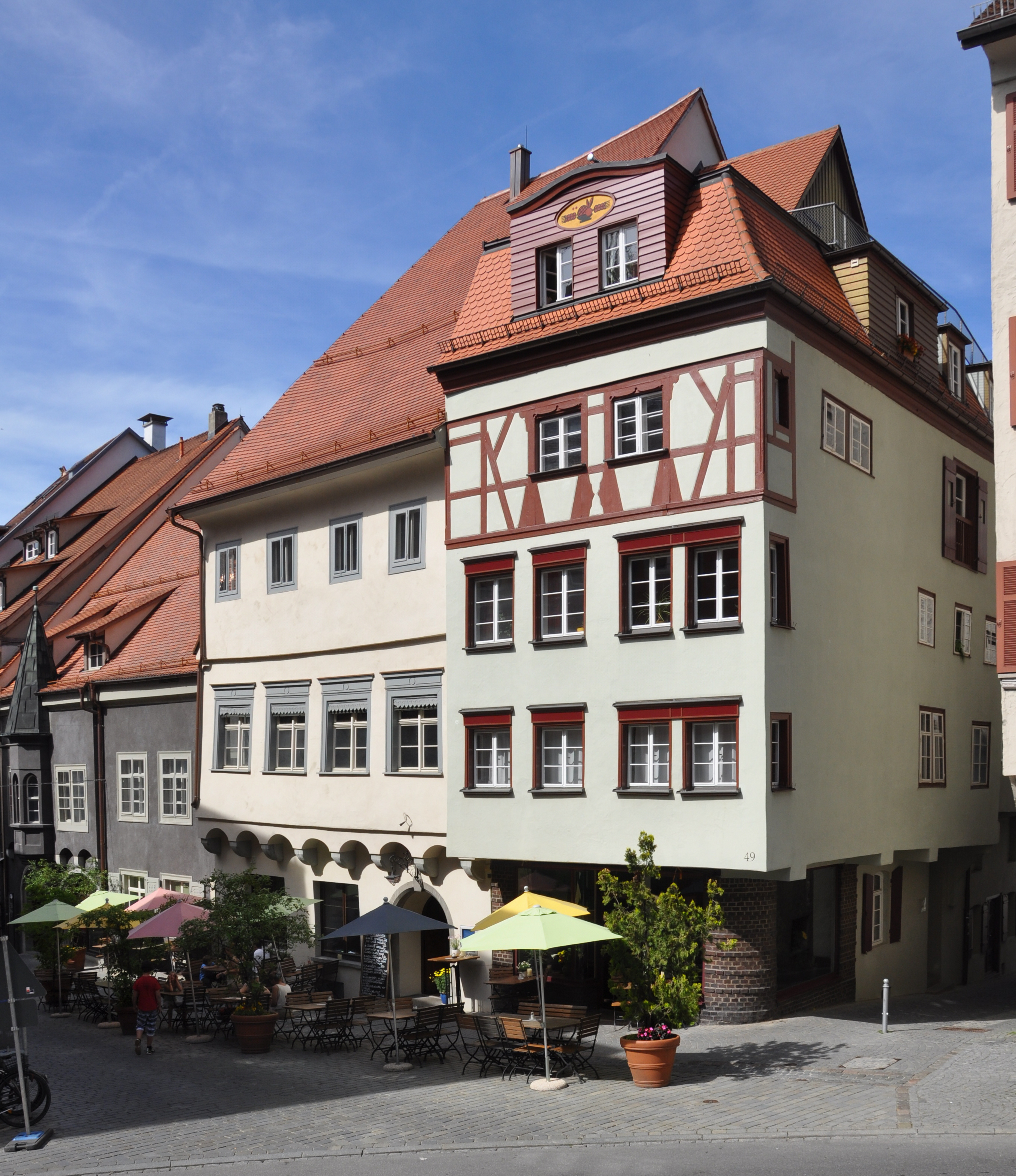
Häuser Marktstraße 47 und 49

Im Geschichtslabor wurde bis 2022 die neuere Geschichte Ravensburgs, ab 1870 bis heute, präsentiert. Hier stand kein einzelner Bewohner exemplarisch im Mittelpunkt, sondern verschiedene Objekte verdeutlichten je einzelne Aspekte dieser Zeit. Die multimediale Präsentation ermöglichte einen vertieften Einblick in die Stadt- und Quartiersgeschichte und erlaubte auch neue Themen mit einzubinden und zu präsentieren. Im Zuge einer Erweiterung der Sonderausstellungsfläche wird der Raum des Geschichtslabors seit Frühjahr 2022 für wechselnde Ausstellungsprojekte genutzt.

### Kabinettausstellungen

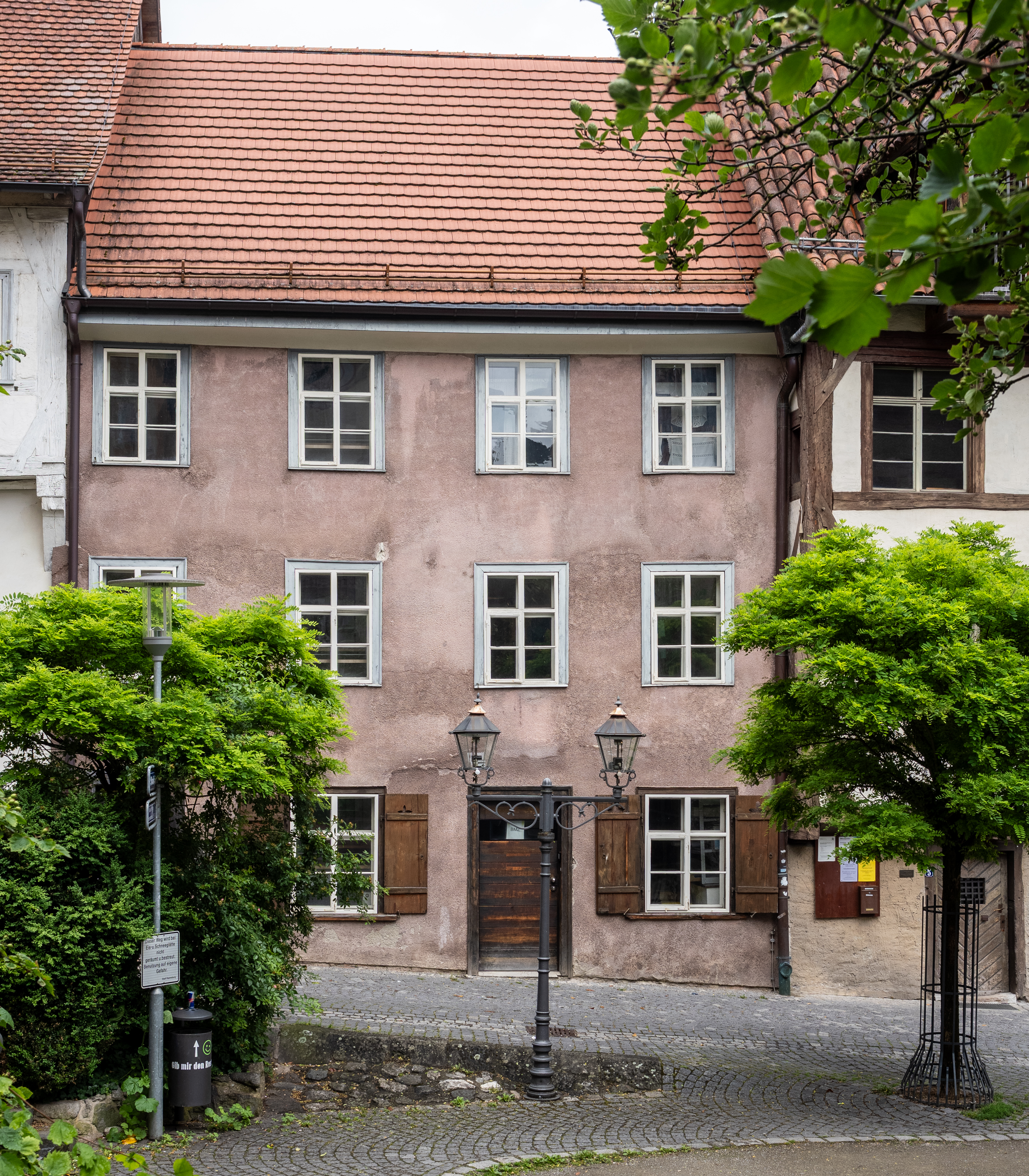
Humpisstraße 3

In zehn kabinettartigen Räumen in den Gebäuden Humpisstraße 1 und 3 werden vier weitere für die Stadtgeschichte Ravensburgs wichtige Themen aufgearbeitet. Das Kabinett Die Schwabenkinder beschäftigt sich mit dem Thema Kinderarbeit im 19. und 20. Jahrhundert. Mit der jahrhundertelangen Bedeutung Ravensburgs als Textilstadt setzt sich die Ausstellung Auf Tuchfühlung auseinander. Das Kabinett Meine Heimat im Glas beleuchtet die Geschichte und Bedeutung der Heimatvertriebenen für die Stadt Ravensburg. Das Museum Humpis-Quartier hat zudem die Bestände der „Ostdeutschen Heimatsammlung“ übernommen. Damit gehört es bundesweit zu einem der ersten Museen, die eine solche Heimatsammlung in ihre Dauerausstellung der Stadtgeschichte integriert haben. Die Bedeutung Ravensburgs zu Beginn der Hexenverfolgungen in den 1480er Jahren und die Verbindung zum berüchtigten Werk „Hexenhammer“ von Heinrich Institoris wird in dem Raum Hexenwahn in Ravensburg thematisiert.

### Sonderausstellungen
Seit seiner Eröffnung bietet das Museum Humpis-Quartier regelmäßig Sonderausstellungen, die weitere Themen der Stadt- und Regionalgeschichte erschließen:
- Alles schöner Schein? Das Konzerthaus und seine Kulissen um 1900, 13. September 2024 bis 17. August 2025.
- 7980 Ravensburg. Alltag, Apokalypse, Autonomie, 14. Oktober 2023 bis 18. August 2024
- Eine Frage des Geschlechts? Frauengeschichte in Ravensburg, 28. Oktober 2022 bis 3. September 2023
- Von der Kleinen Eiszeit ins Anthropozän. Klimawandel in Ravensburg 1350 - 2022, 8. April bis 2. Oktober 2022
- Ausgrenzung und Verfolgung. Ravensburg Sinti im Nationalsozialismus, 2. Juni 2021 bis 31. Januar 2022
- Das Leben der Dinge. Eine Ausstellung über das Sammeln, 26. Mai 2020 bis 7. Februar 2021
- inszeniert! Klösterle-Krippe und Puppenstuben, 24. November 2019 bis 2. Februar 2020
- Roh.Stoff.Papier. Papierherstellung in Ravensburg, 12. April bis 6. Oktober 2019
- Heimat | Fremde – Ravensburger Gastarbeiter erzählen, 27. Oktober 2018 bis 24. Februar 2019
- Die Humpis in Avignon – Zucker erobert Europa, 26. April bis 23. September 2018
- Der 30-jährige Krieg: Schauplatz Oberschwaben, 9. November 2017 bis 1. April 2018
- Hexenwahn 1484: Frauen auf dem Scheiterhaufen, 5. Mai bis 3. Oktober 2017
- (K)ein Kompromiss – Reformation in Ravensburg, 28. Oktober 2016 bis 26. März 2017
- Verspielt! 1000 Jahre Spielkultur in Ravensburg, 17. März bis 25. September 2016
- Die barocke Klösterle Krippe, 29. November 2015 bis 2. Februar 2016
- Die Humpis in Barcelona – Rote Koralle für ganz Europa, 8. Mai bis 1. November 2015
- Im Zeichen des Krieges – Ravensburg und der Erste Weltkrieg, 10. Oktober 2014 bis 12. April 2015
- Meine Heimat im Glas – Ravensburger Heimatvertriebene, 11. April bis 14. September 2014
- Heilige Kunst aus dem Verborgenen, 8. November 2013 bis 16. März 2014
- Auf Tuchfühlung, 26. April bis 13. Oktober 201
- StadtGasLicht – 1862–2012, 28. Oktober 2012 bis 31. März 2013
- Die Humpis in Genua – palazzi, luoghi und caruggi, 28. April bis 23. September 2012
- Die Rutenmacher, 6. Mai bis 31. Juli 2011
- Jacob Russ – Spätgotischer Bildschnitzer aus Ravensburg, 10. Dez. bis 27. Februar 2011
- Mit Volldampf voraus! Ravensburg und Oberschwaben 1810–1910, 16. September bis 14. November 2010
- Hausser-Fotos – 7980 Ravensburg, 26. März bis 27. Juni 2010
- Die barocke Klösterle-Weihnachtskrippe, 9. Dezember 2009 bis 2. Februar 2010
- Eröffnungsausstellung – Der lange Weg zum Museum, 4. Juli bis 1. November 2009

### Auszeichnungen
- 2013: Vorbildliches Heimatmuseum[13]
- 2015: Lotto-Museumspreis Baden-Württemberg[14]
- 2016: Beispielhaftes Bauen der Architektenkammer Baden-Württemberg[15]

## Architektur

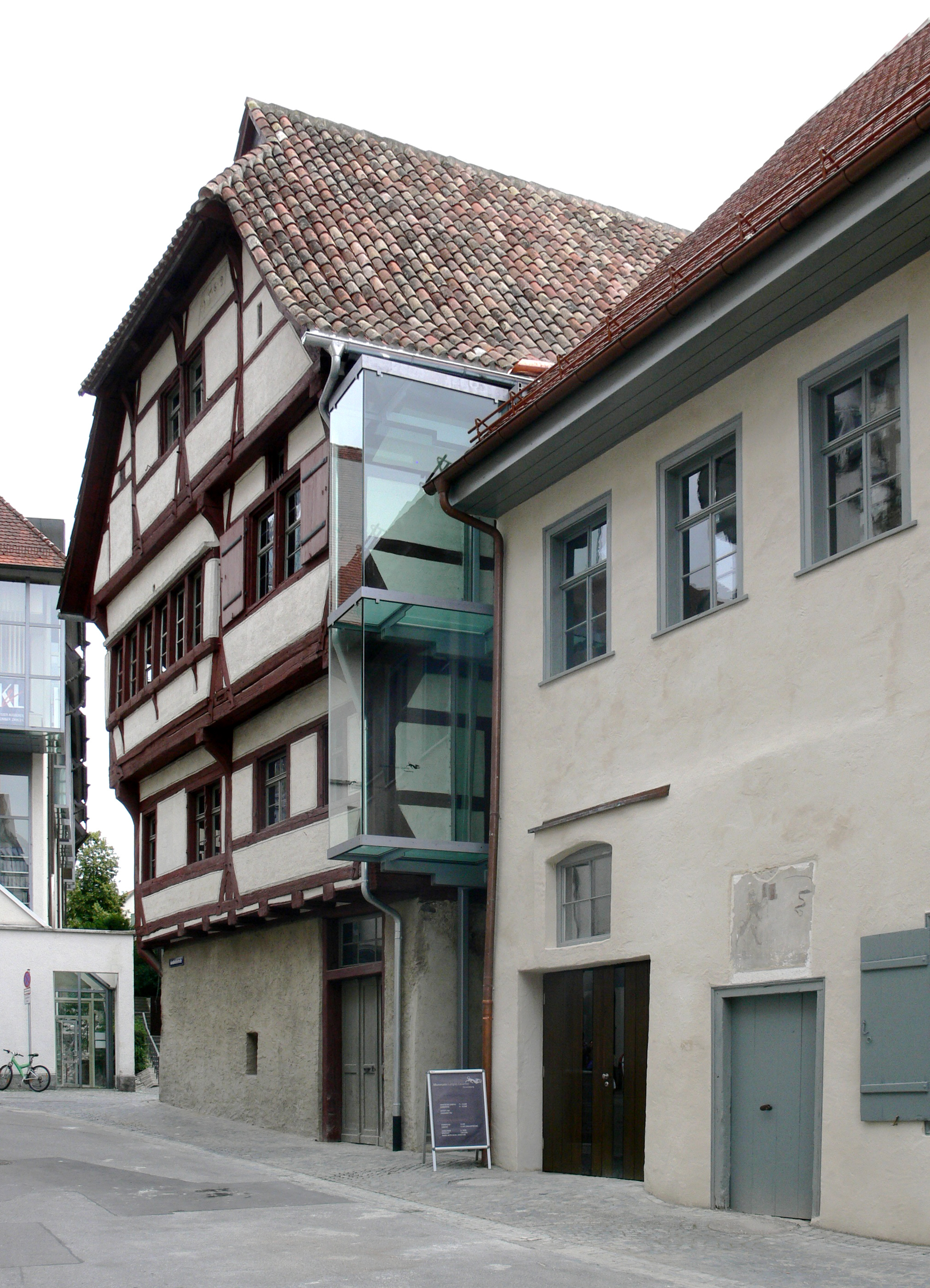
Häuser in der Roßbachstraße

Das Museum zeichnet sich durch seine architektonische Gestaltung aus, die Kontraste zwischen alter Bausubstanz und moderner Architektur bietet. Die unterschiedlichen Gebäude erzählen die jahrhundertelange Nutzung des Quartiers und werden damit selbst zum Exponat.
Oberstes Ziel bei der Gestaltung war die Erhaltung der verschiedenen Bauebenen aus mehreren Epochen. Ein Schwerpunkt wurde auf eine umfassende Sanierung und Erhaltung der alten Bausubstanz gelegt, um eine dauerhafte Sicherung zu gewährleisten. Eine Schwierigkeit bestand darin, die unterschiedlichen Geschossebenen und -höhen miteinander zu verbinden sowie den Höhenunterschied zwischen der Markt- und Rossbachstraße, der 2,5 m beträgt, zu überwinden. Dadurch war eine strukturelle und architektonische Neugliederung notwendig. Somit wurde der Innenhof zu einem zentralen und verbindenden Element, da er von allen Seiten zugänglich ist. Durch ein Glasdach sowie einem aus Stahl und Glas gefertigten Laubengang, der dem historischen aus Holz nachempfunden ist, werden die verschiedenen Gebäude miteinander verbunden. Der Innenhof erhält dadurch eine eigene Bedeutung innerhalb der Gebäudestruktur, die über die Museumsfunktion hinausreicht. Ein neues Wege- und Leitsystem bietet zudem eine größtmögliche Zugänglichkeit, so dass das Museum heute überwiegend barrierefrei ist.
Für Architektur und Ausstellungsgestaltung zeichnete das Stuttgarter Büro Space 4 verantwortlich.

## Museumsgesellschaft Ravensburg e.V.

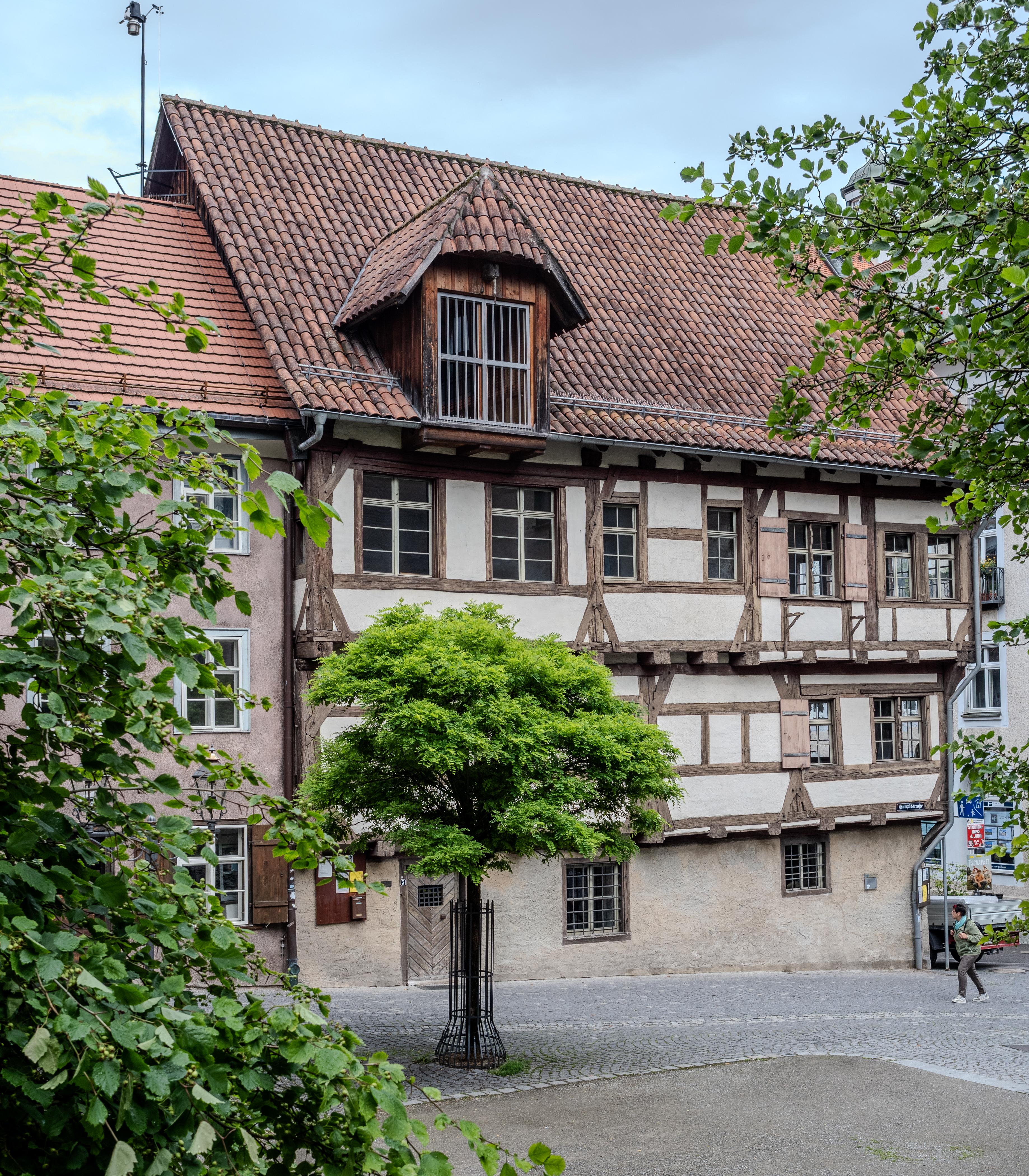
Humpisstraße 5

Die Museumsgesellschaft Ravensburg e. V. hat sich im Jahr 1991 als Förderverein eines Stadtmuseums gegründet. Im Erbbaurecht erwarb der Verein das Gebäude Humpisstraße 5 und führte umfangreiche Sanierungs- und Renovierungsarbeiten bis zur Eröffnung im Jahr 2003 durch. Das sogenannte „Humpishaus“ wird von der Museumsgesellschaft betreut und dient vor allem museumspädagogischen Angeboten für Kinder und Jugendliche. In ihm befinden sich sechs museumspädagogische Werkstätten (Papierschöpfen, Schreiben, Drucken, Textiles Werken, Kochen und mittelalterliches Bauen). Daneben werden auf dem Dachboden („Humpisbühne“) im Sommerhalbjahr auch Veranstaltungen angeboten (Kleinkunst, Musik, Lesungen und Ausstellungen). Weitere Bereiche der Museumsgesellschaft sind die „Erzählwerkstatt“, die „Küchenliederleute“ und der Laden „Trödel & Antik“ in der Humpisstraße. Satzungsziel ist weiterhin die Unterstützung des gesamten Museumsquartiers, so kommen die Einnahmen aus dem Laden „Trödel & Antik“ dem Museum Humpis-Quartier und besonderen Projekten und Ausstellungen zugute. Beispiele hierfür sind die Unterstützungen für die Ausstellungen „Auf Tuchfühlung“, „Die Humpis in Genua“ oder „Die Humpis in Barcelona“.

## Museumsviertel
Das Museum Humpis-Quartier bildet gemeinsam mit dem Museum Ravensburger, dem Wirtschaftsmuseum Kreis Ravensburg und dem Kunstmuseum Ravensburg ein von 2009 bis 2013 neu entstandenes „Museumsviertel“ mitten in der Ravensburger Altstadt, das jährlich ca. 120.000 Besucher verzeichnet. Als „Museumsviertel“ veranstalten die vier Museen zusammen einmal jährlich die „Lange Nacht im Museumsviertel“, wo neben zahlreichen Führungen weitere Programme mit Veranstaltungen angeboten werden.

## Publikationen
Reihe: Historische Stadt Ravensburg
- Katharina Blümling: „Heimat bleibt immer im Kopf“ – Ravensburger Gastarbeiter erzählen. Konstanz 2018.
- Ina Szymnau: Im Zeichen des Krieges. Der Erste Weltkrieg und Ravensburg 1914–1918. Konstanz 2014.
- Elena Bitterer: Meine Heimat im Glas. Repräsentationen in Raum und Zeit bei Heimatvertriebenen in Ravensburg. Konstanz 2014.
- Marc Spohr: Auf Tuchfühlung. 1000 Jahre Textilgeschichte in Ravensburg und am Bodensee. Konstanz und München 2013.
- Paul-Otto Schmidt, Andreas Schmauder, Franz Schwarzbauer (Hrsg.): Erinnern und Gedenken. Das Mahnmal Weißenau und die Erinnerungskultur in Ravensburg. Konstanz 2007.
- Andreas Schmauder (Hrsg.): Hahn und Kreuz. 450 Jahre Parität in Ravensburg. Konstanz 2005.
- Andreas Schmauder (Hrsg.): Die Zeit der Händler. 850 Jahre Markt in Ravensburg. Konstanz 2002.
- Andreas Schmauder (Hrsg.): Frühe Hexenverfolgung in Ravensburg und am Bodensee. Konstanz 2001.
- Andreas Schmauder (Hrsg.): Macht der Barmherzigkeit. Lebenswelt Spital. Konstanz 2000.

Reihe: Die Humpis in Europa
- Julia Luibrand: Die Humpis in Avignon. Mit Fotografien der wichtigsten Plätze, Straßen und Viertel. Katalog zur Ausstellung „Die Humpis in Avignon. Zucker erobert Europa“, im Museum Humpis-Quartier Ravensburg, 26. April – 23. September, Ravensburg 2018.
- Meike Knittel: Barcelona – Llotja, Drassanes i Santa Maria del Mar. Katalog zur Ausstellung „Die Humpis in Barcelona. Rote Koralle für ganz Europa“, im Museum Humpis-Quartier Ravensburg, 8. Mai – 1. November 2015, Ravensburg 2015.
- Marco Veronesi: Genua – La Superba. Katalog zur Ausstellung „Die Humpis in Genua. Palazzi, luoghi und caruggi“ im Museum Humpis-Quartier Ravensburg, 23. April – 23. September 2012, Ravensburg 2012.

Reihe: Sonderausstellungen
- Dorothee Breucker, Gesa Ingendahl: Blickwinkel. Leben und Arbeit von Frauen in Ravensburg. Ein historisches Lesebuch. Neuauflage 2023.
- Sabine Mücke (Hrsg.): Ausgrenzung und Verfolgung. Ravensburger Sinti im Nationalsozialismus, Ravensburg 2021.